# NGC 392
NGC 392 là một thiên hà dạng hạt đậu nằm trong chòm sao Song Ngư. Nó được phát hiện vào ngày 12 tháng 9 năm 1784 bởi William Herschel. Nó được Dreyer mô tả là "mờ nhạt, rất nhỏ, tròn, giữa sáng hơn nhiều, giữa 2 sao".